# Canton d'Herzégovine-Neretva
Herzégovine-Neretva est un canton de la fédération de Bosnie-et-Herzégovine ayant Mostar comme ville principale.
Il occupe la partie occidentale et côtière de la région historique de l'Herzégovine.

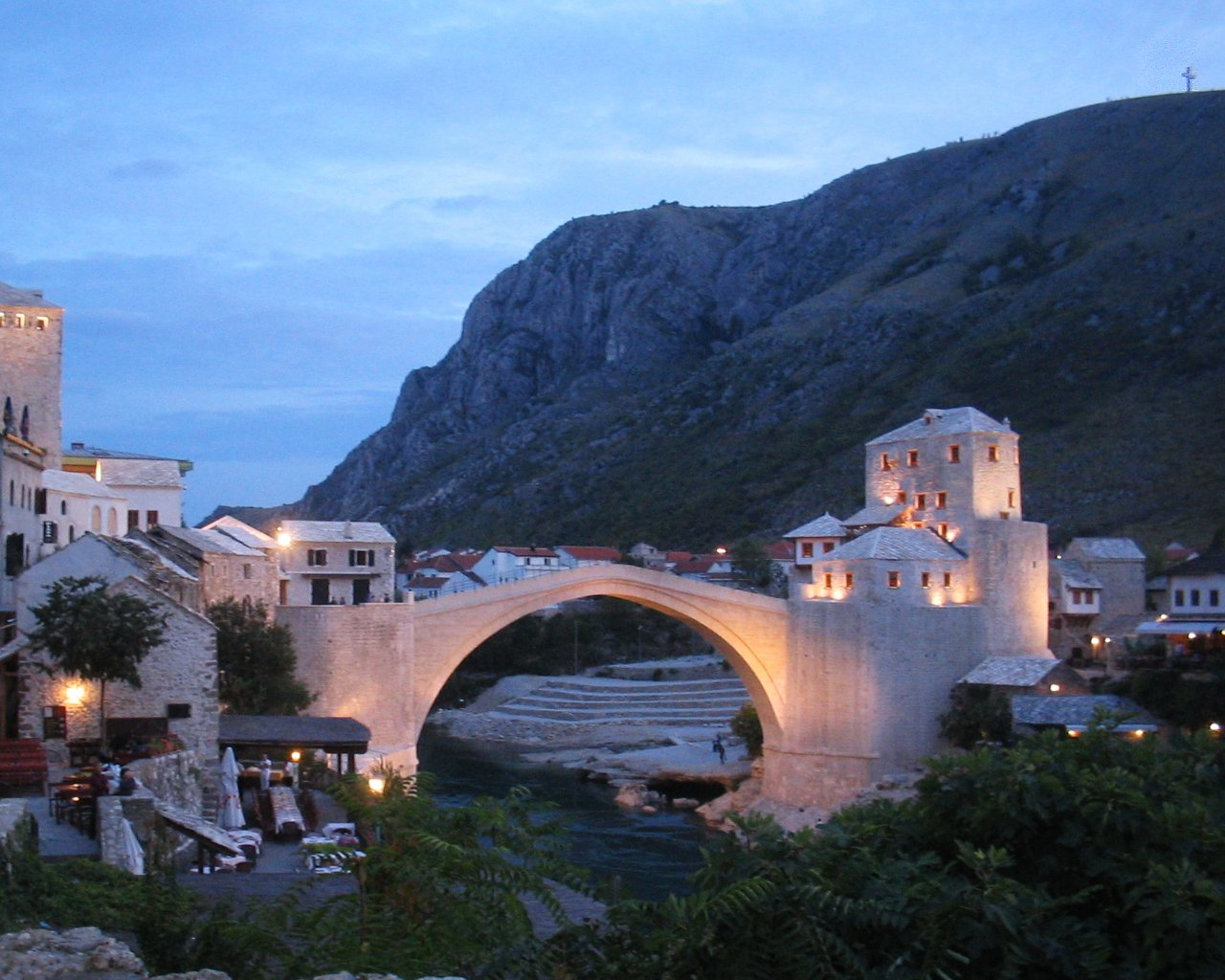
Stari Most, Mostar

## Municipalités
Il comprend neuf municipalités : Čapljina, Čitluk, Jablanica, Konjic, Mostar, Neum, Prozor-Rama, Ravno et Stolac.